# Tour Down Under
Tour Down Under er et cykelløb som arrangeres over seks etaper i Adelaide i Australien. Løbet starter tredje tirsdag i januar hvert år, og tiltrækker sig ryttere fra Australien og resten af verden.
I 2005 blev Tour Down Under klassificeret til 2.HC, noget som gjorde det til det største og højest rangeret cykelløb udenfor Europa.
Fra 2008 er løbet med i UCI ProTour, senere erstattet af UCI World Tour.

## Vindere
| År   | Vinder            | Toer               | Treer              |        |
| ---- | ----------------- | ------------------ | ------------------ | ------ |
| 1999 | Stuart O'Grady    | Jesper Skibby      | Magnus Bäckstedt   |        |
| 2000 | Gilles Maignan    | Stuart O'Grady     | Steffen Wesemann   |        |
| 2001 | Stuart O'Grady    | Kai Hundertmarck   | Fabio Sacchi       |        |
| 2002 | Michael Rogers    | Aleksandr Botjarov | Patrick Jonker     |        |
| 2003 | Mikel Astarloza   | Lennie Kristensen  | Stuart O'Grady     |        |
| 2004 | Patrick Jonker    | Robbie McEwen      | Baden Cooke        |        |
| 2005 | Luis León Sánchez | Allan Davis        | Stuart O'Grady     |        |
| 2006 | Simon Gerrans     | Luis León Sánchez  | Robbie McEwen      |        |
| 2007 | Martin Elmiger    | Karl Menzies       | Lars Bak           |        |
| 2008 | André Greipel     | Allan Davis        | José Joaquín Rojas |        |
| 2009 | Allan Davis       | Stuart O'Grady     | José Joaquín Rojas |        |
| 2010 | André Greipel     | Luis León Sánchez  | Greg Henderson     |        |
| 2011 | Cameron Meyer     | Matthew Goss       | Ben Swift          |        |
| 2012 | Simon Gerrans     | Alejandro Valverde | Tiago Machado      |        |
| 2013 | Tom-Jelte Slagter | Javier Moreno      | Geraint Thomas     |        |
| 2014 | Simon Gerrans     | Cadel Evans        | Diego Ulissi       |        |
| 2015 | Rohan Dennis      | Richie Porte       | Cadel Evans        |        |
| 2016 | Simon Gerrans     | Richie Porte       | Sergio Henao       |        |
| 2017 | Richie Porte      | Esteban Chaves     | Jay McCarthy       |        |
| 2018 | Daryl Impey       | Richie Porte       | Tom-Jelte Slagter  |        |
| 2019 | Daryl Impey       | Richie Porte       | Wout Poels         |        |
| 2020 | Richie Porte      | Diego Ulissi       | Simon Geschke      |        |
| 2021 | aflyst            | aflyst             | aflyst             | aflyst |
| 2022 | aflyst            | aflyst             | aflyst             | aflyst |
| 2023 | Jay Vine          | Simon Yates        | Pello Bilbao       |        |
| 2024 | Stephen Williams  | Jhonatan Narváez   | Isaac Del Toro     |        |
| 2025 | Jhonatan Narváez  | Javier Romo        | Finn Fisher-Black  |        |